# (83464) Irishmccalla
(83464) Irishmccalla es un asteroide del cinturón principal descubierto el 19 de septiembre de 2001 por Roy A. Tucker en el observatorio Goodricke-Pigott, en Estados Unidos. Está nombrado en honor de la actriz estadounidense Nellie Elizabeth Irish McCalla.